# Estación de Alhama de Aragón
La estación de Alhama de Aragón es una estación ferroviaria situada en el municipio español de Alhama de Aragón en la provincia de Zaragoza, comunidad autónoma de Aragón. Cuenta con servicios de Media Distancia.

## Situación ferroviaria
La estación se encuentra en el punto kilométrico 218,4 de la línea férrea de ancho ibérico que une Madrid con Barcelona a 664,3 metros de altitud, entre las estaciones de Cetina y de Bubierca. El tramo es de doble vía y está electrificado.

## Historia
La estación fue inaugurada el 25 de mayo de 1863 con la apertura del tramo Medinaceli - Zaragoza de la línea férrea Madrid-Zaragoza por parte de la Compañía de los Ferrocarriles de Madrid a Zaragoza y Alicante o MZA. En 1941, la nacionalización del ferrocarril en España supuso la integración de la compañía en la recién creada RENFE.
Desde el 31 de diciembre de 2004 Renfe Operadora explota la línea mientras que Adif es la titular de las instalaciones ferroviarias.

## Servicios ferroviarios

### Media Distancia
Renfe presta servicio de Media Distancia gracias a sus trenes Regionales en los siguientes trayectos:
| Línea MD | Trenes   | Origen/Destino   |  | Destino/Origen             |
| -------- | -------- | ---------------- |  | -------------------------- |
|          | Regional | Madrid-Chamartín |  | Lérida Zaragoza-Miraflores |
|          | Regional | Arcos de Jalón   |  | Zaragoza-Miraflores        |